# ميخائيل نيوبولد
ميخائيل نيوبولد (بالإنجليزية: Michael Newbold)‏ (6 يناير 1970 في المملكة المتحدة - ) هو لاعب كريكت بريطاني.

## وصلات خارجية
- ميخائيل نيوبولد على موقع إي آس بي آن كريك إنفو (الإنجليزية)